# Список призёров летних Олимпийских игр 1952
Ниже представлен список всех призёров летних Олимпийских игр 1952 года, проходивших в Хельсинки с 19 июля по 3 августа 1952 года. В соревнованиях приняли участие спортсменов 4955 спортсменов (4436 мужчин и 519 женщин) представляющие 69 НОК. Было разыграно 149 комплектов медалей в 17 видах спорта.

## Академическая гребля
| Дисциплина                      | Золото | Серебро | Бронза |
| Одиночки                        | Юрий Тюкалов (URS) | Мервин Вуд (AUS) | Теодор Коцерка (POL) |
| Двойки парные                   | Аргентина · Транкило Капоццо · Эдуардо Герреро | СССР · Георгий Жилин · Игорь Емчук | Уругвай · Мигель Сейхас · Хуан Родригес |
| Двойки распашные без рулевого   | США · Чарли Логг · Томас Прайс | Бельгия · Мишель Кнуйсен · Роберт Баетенс | Швейцария · Курт Шмид · Ханс Кальт |
| Двойки распашные с рулевыми     | Франция · Раймон Салль · Гастон Мерсье · Бернар Маливуар                                                                                           | Германия · Хайнц Манхен · Хельмут Хайнхольд · Хельмут Нолль | Дания · Свенд Ове Петерсен · Поул Свендсен · Юрген Францен |
| Четвёрки распашные без рулевого | Югославия · Дуе Боначич · Велимир Валента · Мате Троянович · Петар Шегвич                                                                          | Франция · Пьер Блондьо · Жан-Жак Гиссар · Марк Буассу · Роже Готье                                                                                                 | Финляндия · Вейкко Ломми · Кауко Вахлстен · Ойва Ломми · Лаури Невалайнен                                                                                      |
| Четвёрки распашные с рулевым    | Чехословакия · Карел Мейта · Йиржи Гавлис · Ян Йиндра · Станислав Луск · Мирослав Коранда                                                          | Швейцария · Рико Бьянки · Карл Вайдман · Хайнрих Шеллер · Эмиль Эсс · Вальтер Лайзер                                                                               | США · Карл Ловстед · Элвин Албриксон · Ричард Уолстром · Мэтт Линдерсон · Альберт Росси                                                                        |
| Восьмёрки                       | США · Фрэнк Шекспир · Уильям Филдс · Джеймс Данбар · Ричард Мерфи · Роберт Детвейлер · Генри Проктор · Уэйн Фрай · Эдвард Стивенс · Чарльз Мэнринг | СССР · Слава Амирагов · Леонид Гиссен · Евгений Самсонов · Владимир Крюков · Игорь Поляков · Евгений Браго · Владимир Родимушкин · Алексей Комаров · Игорь Борисов | Австралия · Дэвид Андерсон · Филипп Кейзер · Эрнест Чепмен · Томас Чесселл · Мервин Финлэй · Нимрод Гринвуд · Эдвард Пэйн · Роберт Тиннинг · Джеффри Уильямсон |

## Баскетбол
| Дисциплина | Золото | Серебро | Бронза |
| Мужчины    | США · Рон Бонтемпс · Марк Фрайбергер · Уэйн Глазго · Чарли Хоаг · Билл Хугланд · Джон Келлер · Дин Келли · Боб Кенни · Боб Кёрланд · Билл Линхард · Клайд Лавлетт · Фрэнк Маккейб · Дэн Пиппин · Хоуи Уильямс | СССР · Стяпас Бутаутас · Нодар Джорджикия · Анатолий Конев · Отар Коркия · Хейно Круус · Ильмар Куллам · Юстинас Лагунавичюс · Иоанн Лысов · Александр Моисеев · Юрий Озеров · Казис Петкявичюс · Станисловас Стонкус · Майгонис Валдманис · Виктор Власов | Уругвай · Мартин Акоста-и-Лара · Энрике Балиньо · Викторио Сьеслинскас · Эктор Коста · Нельсон Демарко · Эктор Гарсия Отеро · Табаре Ларре Борхес · Алесио Ломбардо · Роберто Ловера · Серхио Матто · Вильфредо Пелаэс · Карлос Росельо |

## Бокс
| Дисциплина  | Золото                    | Серебро                  | Бронза                  |
| До 51 кг    | Натан Брукс (USA)         | Эдгар Базель (GER)       | Анатолий Булаков (URS)  |
| До 51 кг    | Натан Брукс (USA)         | Эдгар Базель (GER)       | Вилли Тоуил (RSA)       |
| До 54 кг    | Пентти Хямяляйнен (FIN)   | Джон Макнелли (IRL)      | Кан Джун Хо (KOR)       |
| До 54 кг    | Пентти Хямяляйнен (FIN)   | Джон Макнелли (IRL)      | Геннадий Гарбузов (URS) |
| До 57 кг    | Ян Захара (TCH)           | Серджо Капрари (ITA)     | Жозеф Вентажа (FRA)     |
| До 57 кг    | Ян Захара (TCH)           | Серджо Капрари (ITA)     | Леонард Лейшинг (RSA)   |
| До 60 кг    | Аурельяно Болоньези (ITA) | Алексий Анткевич (POL)   | Георге Фьят (ROU)       |
| До 60 кг    | Аурельяно Болоньези (ITA) | Алексий Анткевич (POL)   | Эркки Пакканен (FIN)    |
| До 63,5 кг  | Чарльз Эдкинс (USA)       | Виктор Меднов (URS)      | Бруно Визинтин (ITA)    |
| До 63,5 кг  | Чарльз Эдкинс (USA)       | Виктор Меднов (URS)      | Эркки Маллениус (FIN)   |
| До 67 кг    | Зыгмунт Хыхла (POL)       | Сергей Щербаков (URS)    | Гюнтер Хайдеман (GER)   |
| До 67 кг    | Зыгмунт Хыхла (POL)       | Сергей Щербаков (URS)    | Виктор Йёргенсен (DEN)  |
| До 71 кг    | Ласло Папп (HUN)          | Теунис ван Шалквик (RSA) | Борис Тишин (URS)       |
| До 71 кг    | Ласло Папп (HUN)          | Теунис ван Шалквик (RSA) | Эладио Эррера (ARG)     |
| До 75 кг    | Флойд Паттерсон (USA)     | Василе Тицэ (ROU)        | Борис Николов (BUL)     |
| До 75 кг    | Флойд Паттерсон (USA)     | Василе Тицэ (ROU)        | Стиг Шёлин (SWE)        |
| До 81 кг    | Норвел Ли (USA)           | Антонио Паченца (ARG)    | Анатолий Перов (URS)    |
| До 81 кг    | Норвел Ли (USA)           | Антонио Паченца (ARG)    | Харри Сильяндер (FIN)   |
| Свыше 81 кг | Эдвард Сандерс (USA)      | Ингемар Юханссон (SWE)   | Илкка Коски (FIN)       |
| Свыше 81 кг | Эдвард Сандерс (USA)      | Ингемар Юханссон (SWE)   | Андреас Ниман (RSA)     |

## Борьба

### Греко-римская борьба
| Дисциплина  | Золото                | Серебро               | Бронза                   |
| до 52 кг    | Борис Гуревич (URS)   | Игнацио Фабра (ITA)   | Лео Хонкала (FIN)        |
| до 57 кг    | Имре Ходош (HUN)      | Захария Шихаб (LIB)   | Артём Терян (URS)        |
| До 62 кг    | Яков Пункин (URS)     | Имре Пойяк (HUN)      | Абдель аль-Рашид (EGY)   |
| До 67 кг    | Шазам Сафин (URS)     | Густав Фрей (SWE)     | Микулаш Атанасов (TCH)   |
| До 73 кг    | Миклош Сильваши (HUN) | Йёста Андерссон (SWE) | Халил Таха (LIB)         |
| До 79 кг    | Аксель Грёнберг (SWE) | Калерво Раухала (FIN) | Николай Белов (URS)      |
| До 87 кг    | Келпо Грёндаль (FIN)  | Шалва Чихладзе (URS)  | Карл-Эрик Нильссон (SWE) |
| Свыше 87 кг | Йоханнес Коткас (URS) | Йозеф Ружичка (TCH)   | Тауно Кованен (FIN)      |

### Вольная борьба
| Дисциплина  | Золото                  | Серебро                 | Бронза                   |
| До 52 кг    | Хасан Гемиджи (TUR)     | Юсю Китано (JPN)        | Махмуд Моллагасеми (IRI) |
| До 57 кг    | Сёхати Исии (JPN)       | Рашид Мамедбеков (URS)  | Хашаба Джадхав (IND)     |
| До 62 кг    | Байрам Шит (TUR)        | Насер Гивехчи (IRI)     | Джосайя Хенсон (USA)     |
| До 67 кг    | Улле Андерберг (SWE)    | Джей Томас Эванс (USA)  | Тофиг Джаханбахт (IRI)   |
| До 73 кг    | Уильям Смит (USA)       | Пер Берлин (SWE)        | Абдулла Моджтабави (IRI) |
| До 79 кг    | Давид Цимакуридзе (URS) | Голмареза Тахти (IRI)   | Дьёрдь Гурич (HUN)       |
| До 87 кг    | Викинг Пальм (SWE)      | Генри Виттенберг (USA)  | Адиль Атан (TUR)         |
| Свыше 87 кг | Арсен Мекокишвили (URS) | Бертиль Антонссон (SWE) | Кеннет Ричмонд (GBR)     |

## Велоспорт

### Шоссейные гонки
| Дисциплина      | Золото                                                     | Серебро                                                    | Бронза                                              |
| Групповая гонка | Андре Нойель (BEL)                                         | Роберт Гронделарс (BEL)                                    | Эди Циглер (GER)                                    |
| Командная гонка | Бельгия · Роберт Гронделарс · Андре Нойель · Люсьен Виктор | Италия · Дино Бруни · Джанни Гидини · Винченцо Дзукконелли | Франция · Жак Анкетиль · Клод Руэ · Альфред Тонелло |

### Трековые гонки
| Дисциплина                    | Золото                                                                    | Серебро                                                              | Бронза                                                                               |
| Гит                           | Рассел Мокридж (AUS)                                                      | Марино Мореттини (FRA)                                               | Раймонд Робинсон (GER)                                                               |
| Спринт                        | Энцо Сакки (ITA)                                                          | Лайонел Кокс (AUS)                                                   | Вернер Потцернхайм (GER)                                                             |
| Тандем                        | Австралия · Лайонел Кокс · Рассел Мокридж                                 | ЮАС · Раймонд Робинсон · Томас Шарделоу                              | Италия · Антонио Маспес · Чезаре Пинарелло                                           |
| Командная гонка преследования | Италия · Марино Мореттини · Лорис Кампана · Мино де Росси · Гвидо Мессина | ЮАС · Альфред Свифт · Джордж Истмен · Роберт Фаулер · Томас Шарделоу | Великобритания · Рональд Стреттон · Дональд Бёрджесс · Джордж Ньюберри · Алан Ньютон |

## Водное поло
| Дисциплина | Золото | Серебро | Бронза |
| Мужчины    | Венгрия Дежё Фабиан · Дежё Дьярмати · Ласло Йенеи · Дежё Лемхеньи · Карой Ситтья · Иштван Сивош · Дьёрдь Визвари · Кальман Марковитц · Анталь Больвари · Дьёрдь Карпати · Роберт Анталь · Иштван Хаснош · Миклош Мартин | Югославия Здравко-Чиро Ковачич · Велько Бакашун · Иво Штакула · Бошко Вуксанович · Ивица Куртини · Ловро Радонич · Здравко Ежич · Юрай Амшел · Владимир Ивкович · Марко Браинович · Драгослав Шиляк | Италия Джильдо Арена · Лучио Чеккарини · Ренато Де Санцуане · Рафаэлло Гамбино · Сальваторе Джонта · Маурицио Маннелли · Джеминио Оньио · Карло Перетти · Винченцо Полито · Чезаре Рубини · Ренато Трайола |

## Гребля на байдарках и каноэ

### Мужчины
| Дисциплина                       | Золото                                  | Серебро                                         | Бронза                                        |
| Каноэ-одиночки, 1000 метров      | Йозеф Голечек (TCH)                     | Янош Парти (HUN)                                | Олави Оянперя (FIN)                           |
| Каноэ-одиночки, 10 000 метров    | Френк Хейвенс (USA)                     | Габор Новак (HUN)                               | Альфред Йиндра (TCH)                          |
| Каноэ-двойки, 1000 метров        | Дания · Бент Педер Раш · Финн Хаунстофт | Чехословакия · Ян Брзак-Феликс · Богумил Кудрна | Германия · Эгон Древс · Вильфрид Зольтау      |
| Каноэ-двойки, 10 000 метров      | Франция · Жорж Тюрлье · Жан Лоде        | Канада · Кеннет Лейн · Дональд Хаугуд           | Германия · Эгон Древс · Вильфрид Зольтау      |
| Байдарки-одиночки, 1000 метров   | Герт Фредрикссон (SWE)                  | Торвальд Стрёмберг (FIN)                        | Луи Гантуа (FRA)                              |
| Байдарки-одиночки, 10 000 метров | Торвальд Стрёмберг (FIN)                | Герт Фредрикссон (SWE)                          | Михель Шойер (GER)                            |
| Байдарки-двойки, 1000 метров     | Финляндия · Курт Вирес · Юрьё Хиетанен  | Швеция · Ларс Глассер · Ингемар Хедберг         | Австрия · Максимилиан Рауб · Херберт Видерман |
| Байдарки-двойки, 10 000 метров   | Финляндия · Курт Вирес · Юрьё Хиетанен  | Швеция · Гуннар Окерлунд · Ханс Веттерстрём     | Венгрия · Ференц Варга · Йожеф Гуровитц       |

### Женщины
| Дисциплина                    | Золото             | Серебро                | Бронза            |
| Байдарки-одиночки, 500 метров | Сильви Саймо (FIN) | Гертруде Либхарт (AUT) | Нина Савина (URS) |

## Конный спорт
| Дисциплина          | Золото                                                                | Серебро                                                       | Бронза                                                  |
| Личная выездка      | Генри Сент-Сюр (SWE)                                                  | Лис Хартель (DEN)                                             | Андре Жуссом (FRA)                                      |
| Командная выездка   | Швеция · Генри Сент-Сюр · Густаф Адольф Больтенстерн · Енелль Перссон | Швейцария · Готтфрид Трахзель · Анри Шаммартен · Густав Фишер | Германия · Хайнц Поллай · Ида фон Нагель · Фриц Тидеман |
| Личное троеборье    | Ханс фон Бликсен-Финеке (SWE)                                         | Ги Лефран (FRA)                                               | Вильгельм Бюзинг (GER)                                  |
| Командное троеборье | Швеция · Ханс фон Бликсен-Финеке · Улоф Стахре · Фольке Фрёлен        | Германия · Вильгельм Бюзинг · Клаус Вагнер · Отто Роте        | США · Чарлз Хью-мл. · Уолтер Стейли-мл. · Джон Уоффорд  |
| Личный конкур       | Пьер-Жонкьер д’Ориола (FRA)                                           | Оскар Кристи (CHI)                                            | Фриц Тидеман (GER)                                      |
| Командный конкур    | Великобритания · Гарри Ллевеллин · Дуглас Стюарт · Уилфред Уайт       | Чили · Оскар Кристи · Сесар Мендоса · Рикардо Эчеверриа       | США · Уильям Стейнкраус · Артур Маккэшин · Джон Рассел  |

## Лёгкая атлетика

### Мужчины
| Дисциплина                  | Золото                                                                    | Серебро                                                              | Бронза                                                                         |
| 100 метров                  | Линди Ремиджино (USA)                                                     | Херб Маккенли (JAM)                                                  | Макдональд Бейли (GBR)                                                         |
| 200 метров                  | Энди Стэнфилд (USA)                                                       | Тэйн Бейкер (USA)                                                    | Джеймс Гэзерс (USA)                                                            |
| 400 метров                  | Джордж Роден (JAM)                                                        | Херб Маккенли (JAM)                                                  | Олли Мэтсон (USA)                                                              |
| 800 метров                  | Мэлвин Уитфилд (USA)                                                      | Артур Уинт (JAM)                                                     | Хайнц Ульцхаймер (GER)                                                         |
| 1500 метров                 | Жози Бартель (LUX)                                                        | Роберт Макмиллен (USA)                                               | Вернер Люг (GER)                                                               |
| 5000 метров                 | Эмиль Затопек (TCH)                                                       | Ален Мимун (FRA)                                                     | Хербет Шаде (GER)                                                              |
| 10 000 метров               | Эмиль Затопек (TCH)                                                       | Ален Мимун (FRA)                                                     | Александр Ануфриев (URS)                                                       |
| 110 метров с барьерами      | Харрисон Диллард (USA)                                                    | Джек Дэвис (USA)                                                     | Артур Барнард (USA)                                                            |
| 400 метров с барьерами      | Чарльз Мур (USA)                                                          | Юрий Литуев (URS)                                                    | Джон Холланд (NZL)                                                             |
| 3000 метров с препятствиями | Хорэйс Эшенфелтер (USA)                                                   | Владимир Казанцев (URS)                                              | Джон Дизли (GBR)                                                               |
| Эстафета 4х100 метров       | США · Финис Дин Смит · Харрисон Диллард · Линди Ремиджино · Энди Стэнфилд | СССР · Борис Токарев · Лев Каляев · Леван Санадзе · Владимир Сухарев | Венгрия · Ласло Заранди · Геза Варашди · Дьёрдь Чаньи · Бела Гольдованьи       |
| Эстафета 4х400 метров       | Ямайка · Артур Уинт · Лесли Лэйнг · Херб Маккенли · Джордж Роден          | США · Олли Мэтсон · Джеррард Коул · Чарльз Мур · Мэлвин Уитфилд      | Германия · Гюнтер Штайнес · Ханс Гайстер · Хайнц Ульцхаймер · Карл-Фридрих Хас |
| Марафон                     | Эмиль Затопек (TCH)                                                       | Рейналдо Берто Горно (ARG)                                           | Густаф Янссон (SWE)                                                            |
| Ходьба на 10 км             | Йон Микаэльссон (SWE)                                                     | Фриц Шваб (SUI)                                                      | Бруно Юнк (URS)                                                                |
| Ходьба на 50 км             | Джузеппе Дордони (ITA)                                                    | Йозеф Долежал (TCH)                                                  | Анталь Рока (HUN)                                                              |
| Прыжки в длину              | Джером Биффл (USA)                                                        | Мередит Гоурдайн (USA)                                               | Эдён Фёльдешши (HUN)                                                           |
| Тройной прыжок              | Адемар Феррейра да Силва (BRA)                                            | Леонид Щербаков (URS)                                                | Арнольдо Девониш (VEN)                                                         |
| Прыжки в высоту             | Уолт Дэвис (USA)                                                          | Кеннет Виснер (USA)                                                  | Жозе да Консейсан (BRA)                                                        |
| Прыжки с шестом             | Роберт Ричардс (USA)                                                      | Дональд Лаз (USA)                                                    | Рагнар Лундберг (SWE)                                                          |
| Толкание ядра               | Перри О’Брайен (USA)                                                      | Дарроу Хупер (USA)                                                   | Джим Фукс (USA)                                                                |
| Метание диска               | Симеон Айнесс (USA)                                                       | Адольфо Консолини (ITA)                                              | Джеймс Диллион (USA)                                                           |
| Метание молота              | Йожеф Чермак (HUN)                                                        | Карл Шторх (GER)                                                     | Имре Немет (HUN)                                                               |
| Метание копья               | Сайрус Янг (USA)                                                          | Билл Миллер (USA)                                                    | Тойво Хюутияйнен (FIN)                                                         |
| Десятиборье                 | Роберт Мэтиас (USA)                                                       | Милт Кэмпбелл (USA)                                                  | Флойд Симмонс (USA)                                                            |

### Женщины
| Дисциплина            | Золото                                                       | Серебро                                                               | Бронза                                                                            |
| 100 метров            | Марджори Джексон (AUS)                                       | Дафни Хасеньягер (RSA)                                                | Ширли Стрикленд (AUS)                                                             |
| 200 метров            | Марджори Джексон (AUS)                                       | Берта Браувер (NED)                                                   | Надежда Хныкина (URS)                                                             |
| 80 метров с барьерами | Ширли Стрикленд (AUS)                                        | Мария Голубничая (URS)                                                | Мария Зандер (GER)                                                                |
| Эстафета 4×100 метров | США · Мэй Фэггс · Барбара Джонс · Джанет Морё · Кэтрин Харди | Германия · Урсула Кнаб · Мария Зандер · Хельга Кляйн · Марга Петерзен | Великобритания · Сильвия Чизмэн · Джун Фоулдс · Джин Дисфорджес · Хитер Эрмитэйдж |
| Прыжки в длину        | Иветт Уильямс (NZL)                                          | Александра Чудина (URS)                                               | Ширли Коули (GBR)                                                                 |
| Прыжки в высоту       | Эстер Бранд (RSA)                                            | Шейла Лервилл (GBR)                                                   | Александра Чудина (URS)                                                           |
| Толкание ядра         | Галина Зыбина (URS)                                          | Марианне Вернер (GER)                                                 | Клавдия Точёнова (URS)                                                            |
| Метание диска         | Нина Ромашкова (URS)                                         | Елизавета Багрянцева (URS)                                            | Нина Думбадзе (URS)                                                               |
| Метание копья         | Дана Затопкова (TCH)                                         | Александра Чудина (URS)                                               | Елена Горчакова (URS)                                                             |

## Парусный спорт
| Дисциплина           | Золото                                                                                            | Серебро | Бронза                                                                                    |
| Финн                 | Пауль Эльвстрём (DEN)                                                                             | Чарльз Керри (GBR) | Риккард Сарбю (SWE)                                                                       |
| Звёздный             | Италия · Агостино Страулино · Николо Роде                                                         | США · Джон Прайс · Джон Рейд                                                                                               | Португалия · Жоаким Фиуза · Франсишко де Андраде                                          |
| Дракон               | Норвегия · Тор Тровальдсен · Сигве Ли · Хокон Барфод                                              | Швеция · Эрланд Альмквист · Пер Едда · Сидни Больдт Кристмас                                                               | Германия · Теодор Томзен · Эрих Натуш · Георг Новка                                       |
| 5,5-метровый R-класс | США · Бриттон Чэнс · Самнер Уайт · Эдгар Уайт · Майкл Скоэттл                                     | Норвегия · Бёрре Фалкум-Хансен · Педер Еуген Лунде · Вибеке Лунде                                                          | Швеция · Карл-Эрик Ольсон · Фольке Вассен · Магнус Вассен                                 |
| 6-метровый R-класс   | США · Герман Вайтон · Эрик Риддер · Джулиан Рузвельт · Джон Морган · Эверард Эндт · Эмелин Вайтон | Норвегия · Тор Биргер Арнеберг · Финн Кристиан Фернер · Йохан Мартин Фернер · Эрик Оскар Хейберг · Карл Лауритц Мортенсен. | Финляндия · Эрнст Вестерлунд · Пауль Сьёберг · Рагнар Янссон · Йонас Конто · Рольф Туркка |

## Плавание

### Мужчины
| Дисциплина                      | Золото                                                      | Серебро                                                                    | Бронза                                                                |
| 100 м вольным стилем            | Кларк Скоулз (USA)                                          | Хироси Судзуки (JPN)                                                       | Йёран Ларссон (SWE)                                                   |
| 400 м вольным стилем            | Жан Буатё (FRA)                                             | Форд Конно (USA)                                                           | Пер-Улоф Эстранд (SWE)                                                |
| 1500 м вольным стилем           | Форд Конно (USA)                                            | Сиро Хасидзумэ (JPN)                                                       | Тэцуо Окамото (BRA)                                                   |
| 100 м на спине                  | Йоши Оякава (USA)                                           | Жильбер Бозон (FRA)                                                        | Джек Тэйлор (USA)                                                     |
| 200 м брассом                   | Джон Дэвис (AUS)                                            | Бовен Стассфорт (USA)                                                      | Херберт Кляйн (GER)                                                   |
| Эстафета 4×200 м вольным стилем | США · Уэйн Мур · Уильям Вулси · Форд Конно · Джеймс Маклэйн | Япония · Хироси Судзуки · Ёсихиро Хамагути · Тору Гото · Тэйдзиро Таникава | Франция · Жозеф Бернардо · Альдо Эминент · Александр Жани · Жан Буатё |

### Женщины
| Дисциплина                      | Золото                                                                             | Серебро                                                                                            | Бронза                                                                |
| 100 м вольным стилем            | Каталин Сёке (HUN)                                                                 | Йоханна Термёлен (NED)                                                                             | Юдит Темеш (HUN)                                                      |
| 400 м вольным стилем            | Валерия Дьенге (HUN)                                                               | Эва Новак (HUN)                                                                                    | Эвелин Кавамото (USA)                                                 |
| 100 м на спине                  | Джоан Харрисон (RSA)                                                               | Гертье Вилема (NED)                                                                                | Джин Стьюарт (NZL)                                                    |
| 200 м брассом                   | Эва Секей (HUN)                                                                    | Эва Новак (HUN)                                                                                    | Элеонор Гордон (GBR)                                                  |
| Эстафета 4×100 м вольным стилем | Венгрия · Илона Новак · Юдит Темеш · Эва Новак · Каталин Сёке · Мария Литтомерицки | Нидерланды · Йоханна Термёлен · Ирма Хейтинг-Схумахер · Мари-Луиза Линнсен-Вассен · Косье ван Ворн | США · Жакелин Лавайн · Мэри Степан · Джоан Олдерсон · Эвелин Кавамото |

## Прыжки в воду

### Мужчины
| Дисциплина        | Золото               | Серебро               | Бронза              |
| Трамплин, 3 метра | Дэвид Браунинг (USA) | Миллер Андерсон (USA) | Боб Клотуорти (USA) |
| Вышка, 10 метров  | Сэмми Ли (USA)       | Хоакин Капилья (MEX)  | Гюнтер Хазе (GER)   |

### Женщины
| Дисциплина        | Золото              | Серебро                      | Бронза                      |
| Трамплин, 3 метра | Пэт Маккормик (USA) | Мадлен Моро (FRA)            | Зоуи Энн Олсен-Йенсен (USA) |
| Вышка, 10 метров  | Пэт Маккормик (USA) | Паула Джин Майерс-Поуп (USA) | Юнона Стовер-Ирвин (USA)    |

## Современное пятиборье
| Дисциплина           | Золото                                                 | Серебро                                                | Бронза                                                   |
| Личное первенство    | Ларс Халль (SWE)                                       | Габор Бенедек (HUN)                                    | Иштван Сонди (HUN)                                       |
| Командное первенство | Венгрия · Габор Бенедек · Аладар Ковачи · Иштван Сонди | Швеция · Ларс Халль · Торстен Линдквист · Клас Эгнелль | Финляндия · Олави Маннонен · Луари Вилькко · Олави Рокка |

## Спортивная гимнастика

### Мужчины
| Дисциплина           | Золото | Серебро | Бронза |
| Личное многоборье    | Виктор Чукарин (URS) | Грант Шагинян (URS) | Йозеф Штальдер (SUI) |
| Командное многоборье | СССР · Иосиф Бердиев · Михаил Перльман · Дмитрий Леонкин · Виктор Чукарин · Грант Шагинян · Валентин Муратов · Евгений Корольков · Владимир Беляков | Швейцария · Ханс Ойгстер · Эрнст Фивиан · Эрнст Гебендингер · Жак Гюнтард · Ханс Шварцентрубер · Йозеф Штальдер · Мельхиор Тальман · Жан Луи Чабольд | Финляндия · Онни Лаппалайнен · Берндт Линдфорс · Пааво Аалтонен · Кайно Лемпинен · Хейкки Саволайнен · Калеви Лайтинен · Калеви Вискари · Олави Рове |
| Вольные упражнения   | Уильям Торессон (SWE) | Ежи Йокель (POL) | не присуждалась |
| Вольные упражнения   | Уильям Торессон (SWE) | Тадао Уэсако (JPN) | не присуждалась |
| Конь                 | Виктор Чукарин (URS) | Грант Шагинян (URS) | не присуждалась |
| Конь                 | Виктор Чукарин (URS) | Евгений Корольков (URS) | не присуждалась |
| Кольца               | Грант Шагинян (URS) | Виктор Чукарин (URS) | Дмитрий Леонкин (URS) |
| Кольца               | Грант Шагинян (URS) | Виктор Чукарин (URS) | Ханс Ойгстер (SUI) |
| Опорный прыжок       | Виктор Чукарин (URS) | Масао Такэмото (JPN) | Такаси Оно (JPN) |
| Опорный прыжок       | Виктор Чукарин (URS) | Масао Такэмото (JPN) | Тадао Уэсако (JPN) |
| Параллельные брусья  | Ханс Ойгстер (SUI) | Виктор Чукарин (URS) | Йозеф Штальдер (SUI) |
| Перекладина          | Жак Гюнтард (SUI) | Йозеф Штальдер (SUI) | не присуждалась |
| Перекладина          | Жак Гюнтард (SUI) | Альфред Шварцман (GER) | не присуждалась |

### Женщины
| Дисциплина                       | Золото | Серебро | Бронза |
| Личное многоборье                | Мария Гороховская (URS) | Нина Бочарова (URS) | Маргит Коронди (HUN) |
| Командное многоборье             | СССР · Медея Джугели · Екатерина Калинчук · Мария Гороховская · Нина Бочарова · Галина Минаичева · Галина Урбанович · Пелагея Данилова · Галина Шамрай | Венгрия · Маргит Коронди · Агнеш Келети · Эдит Векингер · Ольга Ташш · Эржебет Кётелеш · Мария Кёви · Андреа Бодо · Ирен Карчич                        | Чехословакия · Гана Бобкова · Алена Хадимова · Яна Рабасова · Алена Реихова · Матильда Шинова · Божена Срнцова · Вера Ванчурова · Эва Босакова |
| Опорный прыжок                   | Екатерина Калинчук (URS) | Мария Гороховская (URS) | Галина Минаичева (URS) |
| Разновысокие брусья              | Маргит Коронди (HUN) | Мария Гороховская (URS) | Агнеш Келети (HUN) |
| Бревно                           | Нина Бочарова (URS) | Мария Гороховская (URS) | Маргит Коронди (HUN) |
| Вольные упражнения               | Агнеш Келети (HUN) | Мария Гороховская (URS) | Маргит Коронди (HUN) |
| Командные упражнения с предметом | Швеция · Карин Линдберг · Гун Рёринг · Эвю Берггрен · Йёта Петтерссон · Анн-Софи Петтерссон · Ингрид Сандаль · Йёрдис Нордин · Ванья Бломберг          | СССР · Медея Джугели · Екатерина Калинчук · Мария Гороховская · Нина Бочарова · Галина Минаичева · Галина Урбанович · Пелагея Данилова · Галина Шамрай | Венгрия · Агнеш Келети · Андреа Бодо · Ирен Карчич · Эржебет Кётелеш · Маргит Коронди · Эдит Векингер · Ольга Ташш · Мария Кёви                |

## Стрельба
| Дисциплина                                                              | Золото                  | Серебро                     | Бронза                     |
| Скорострельный пистолет, 25 м                                           | Карой Такач (HUN)       | Силард Кун (HUN)            | Георге Ликиардопол (ROU)   |
| Пистолет, 50 м                                                          | Хелет Беннер (USA)      | Анхель Леон де Госало (ESP) | Амбрус Балог (HUN)         |
| Произвольная винтовка с 3-х позиций, 300 м                              | Анатолий Богданов (URS) | Роберт Бюрхлер (SUI)        | Лев Вайнштейн (URS)        |
| Малокалиберная винтовка с 3-х позиций, 50 м                             | Эрлинг Конгсхёуг (NOR)  | Вильхо Юлёнен (FIN)         | Борис Андреев (URS)        |
| Малокалиберная винтовка лёжа, 50 м                                      | Иосиф Сырбу (ROU)       | Борис Андреев (URS)         | Артур Чарльз Джексон (USA) |
| Трап                                                                    | Жорж Женерё (CAN)       | Кнут Холмквист (SWE)        | Ганс Личедаль (SWE)        |
| Стрельба по движущейся мишени (двойными и одиночными выстрелами), 100 м | Йон Ларсен (NOR)        | Пер Олоф Скёльдберг (SWE)   | Тауно Мяки (FIN)           |

## Тяжёлая атлетика
| Дисциплина  | Золото                 | Серебро                | Бронза                  |
| До 56 кг    | Иван Удодов (URS)      | Махмуд Намджу (IRI)    | Али Мирзаи (IRI)        |
| До 60 кг    | Рафаэль Чимишкян (URS) | Николай Саксонов (URS) | Родни Уилкс (TRI)       |
| До 67,5 кг  | Тамио Коно (USA)       | Евгений Лопатин (URS)  | Верди Барберис (AUS)    |
| До 75 кг    | Питер Джордж (USA)     | Джерри Граттон (CAN)   | Ким Сон Джип (KOR)      |
| До 82,5 кг  | Трофим Ломакин (URS)   | Стэнли Станчик (USA)   | Аркадий Воробьёв (URS)  |
| До 90 кг    | Норберт Шемански (USA) | Григорий Новак (URS)   | Леннокс Килгур (TRI)    |
| Свыше 90 кг | Джон Дэвис (USA)       | Джеймс Брэдфорд (USA)  | Умберто Сельветти (ARG) |

## Фехтование

### Мужчины
| Дисциплина       | Золото | Серебро | Бронза                                                                                                  |
| Рапира           | Кристиан д’Ориола (FRA) | Эдоардо Манджаротти (ITA)                                                                                                | Манлио Ди Роза (ITA)                                                                                    |
| Шпага            | Эдоардо Манджаротти (ITA)                                                                                                  | Дарио Манджаротти (ITA)                                                                                                  | Освальд Цапелли (SUI)                                                                                   |
| Сабля            | Пал Ковач (HUN) | Аладар Геревич (HUN) | Тибор Берцей (HUN)                                                                                      |
| Командная рапира | Франция · Кристиан д’Ориола · Жак Латаст · Жеан де Бюан · Клод Неттер · Жак Ноэль · Адриен Роммель                         | Италия · Джанкарло Бергамини · Антонио Спаллино · Манлио Ди Роза · Джорджо Пеллини · Эдоардо Манджаротти · Ренцо Ностини | Венгрия · Тибор Берцей · Аладар Геревич · Лайош Маслаи · Эндре Палоц · Йожеф Шакович · Эндре Тилли      |
| Командная шпага  | Италия · Роберто Батталья · Карло Павези · Франко Бертинетти · Джузеппе Дельфино · Дарио Манджаротти · Эдоардо Манджаротти | Швеция · Пер Карлесон · Карл Форсселль · Бенгт Юнгквист · Берндт-Отто Ребиндер · Свен Фальман · Леннарт Магнуссон        | Швейцария · Отто Рюфенахт · Пауль Майстер · Освальд Цапелли · Пауль Барт · Вилли Фиттинг · Марио Валота |
| Командная сабля  | Венгрия · Аладар Геревич · Тибор Берцей · Рудольф Карпати · Пал Ковач · Берталан Папп · Ласло Райчаньи                     | Италия · Джорджо Пеллини · Винченцо Пинтон · Ренцо Ностини · Мауро Ракка · Гастоне Даре · Роберто Феррари                | Франция · Морис Пьо · Жак Лефевр · Бернар Морель · Жан Ларуайян · Жан-Франсуа Турнон · Жан Левавассёр   |

### Женщины
| Дисциплина | Золото             | Серебро          | Бронза             |
| Рапира     | Ирене Камбер (ITA) | Илона Элек (HUN) | Карен Лахман (DEN) |

## Футбол
| Дисциплина | Золото | Серебро | Бронза |
| Мужчины    | Венгрия · Дьюла Грошич · Енё Бузански · Михай Лантош · Дьюла Лорант · Йожеф Божик · Йожеф Закариаш · Шандор Кочиш · Нандор Хидегкути · Петер Палоташ · Ференц Пушкаш · Золтан Цибор · Имре Ковач · Енё Дальноки · Лайош Чордаш · Ласло Будаи | Югославия · Владимир Беара · Бранко Станкович · Томислав Црнкович · Златко Чайковски · Ивица Хорват · Вуядин Бошков · Тихомир Огнянов · Райко Митич · Бернард Вукас · Степан Бобек · Бранко Зебец · Душан Цветкович · Милорад Дискич · Ратко Чолич · Славко Люштица · Владимир Чонч · Владимир Фирм · Здравко Райков | Швеция · Калле Свенссон · Леннарт Самуэльссон · Эрик Нильссон · Хольгер Ханссон · Бенгдт Густавссон · Ёста Линд · Сильве Бенгтссон · Ёста Лёфгрен · Ингвар Рюделль · Ингве Бротт · Ёста Сандберг · Улле Олунд |

## Хоккей на траве
| Дисциплина | Золото | Серебро    | Бронза         |
| Мужчины    | Индия  | Нидерланды | Великобритания |